# Мобил (река)
Моби́л (англ. Mobile River) — река в южной Алабаме, США.

## Течение
Мобил берёт своё начало в месте слияния рек Томбигби и Алабама неподалёку от статистически обособленной местности Калверт. При скромной длине в 72 километра Мобил имеет огромный бассейн — около 114 000 км². Спустя примерно 10 километров после начала Мобил разделяется на два рукава, восточный является байу Тенсо. Обе реки текут почти параллельно друг другу до самого конца, расстояние между ними колеблется от 3 до 8 километров, в отдельных местах они соединены протоками. Почти на всём своём протяжении река Мобил является границей округов Мобил и Болдуин. Мобил впадает в Мобилский залив (Мексиканский залив, Атлантический океан) на территории города Мобил. Для безопасной навигации устье реки углублено до 13,7 метров.
Бассейн Мобила охватывает территорию четырёх штатов

## Фауна
В Мобиле обитает огромное количество видов улиток, в том числе шесть их родов и более ста видов являются эндемиками бассейна реки. Средний расход воды составляет около 1900 м³/с, всего за год река выносит 4,5 миллиона тонн воды и 12 300 тонн грунта в сутки.

## Мосты от истока к устью
- I-65[4]: Мост генерала У. К. Уилсона-младшего[англ.]
- US 90[англ.]: мост англ. Cochrane–Africatown USA Bridge
- US 98[англ.]: тоннель Банкхед[англ.]
- I-10[5][6]: мосты «Юбилейный бульвар»[англ.] и тоннель Джорджа Уоллеса[англ.]

## Населённые пункты от истока к устью
- Маунт-Вернон[англ.]
- Бакс[англ.]
- Причард
- Мобил

## Галерея

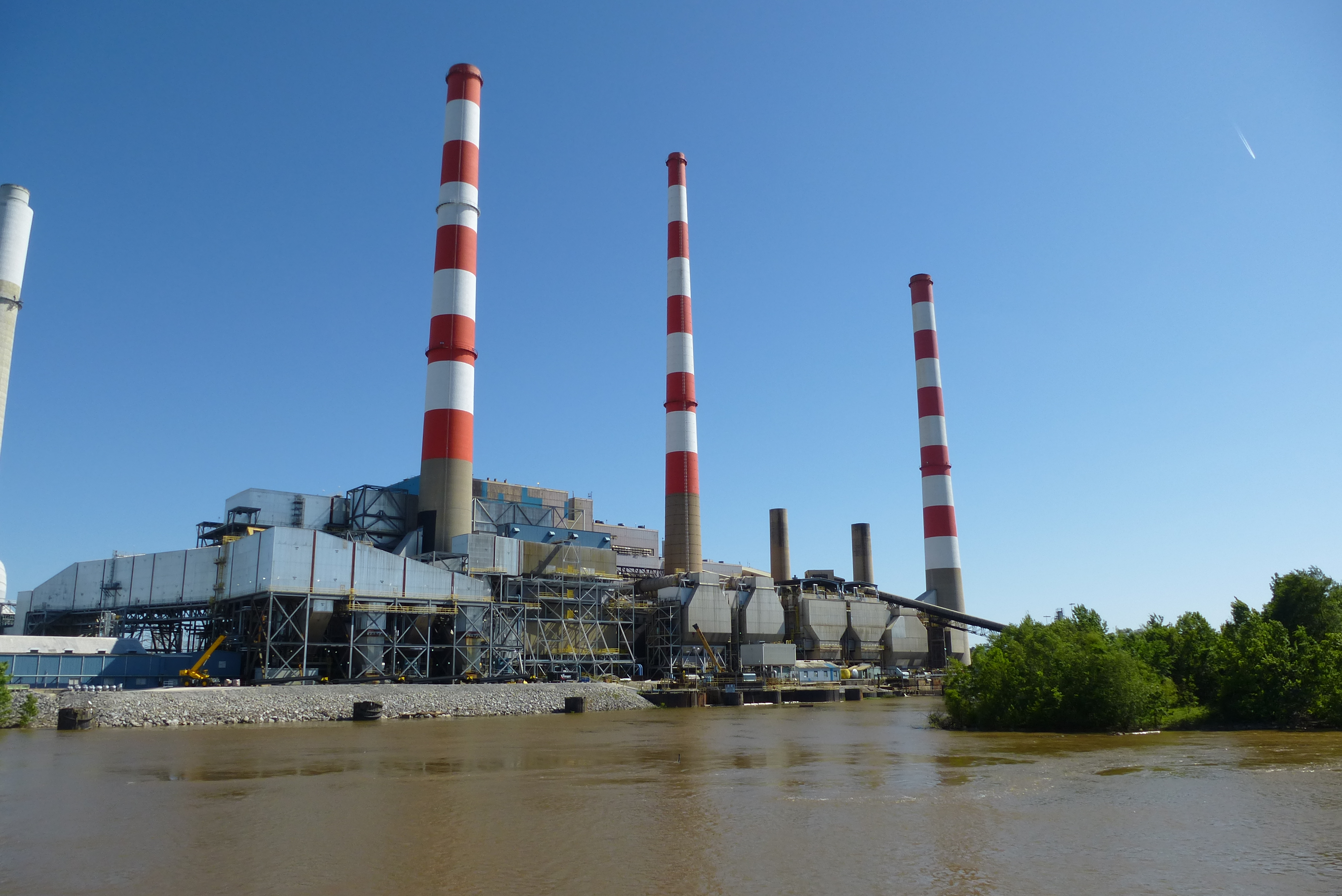
Завод в поселении Бакс[англ.]
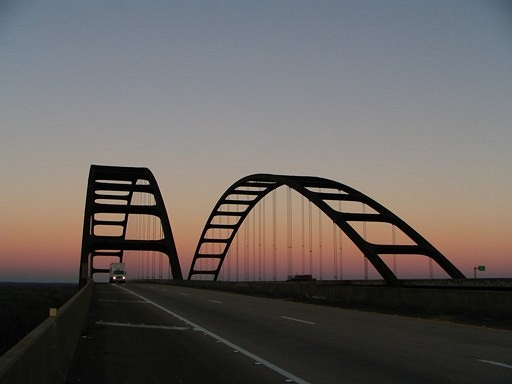
Мост генерала У. К. Уилсона-младшего[англ.] (шоссе 65)
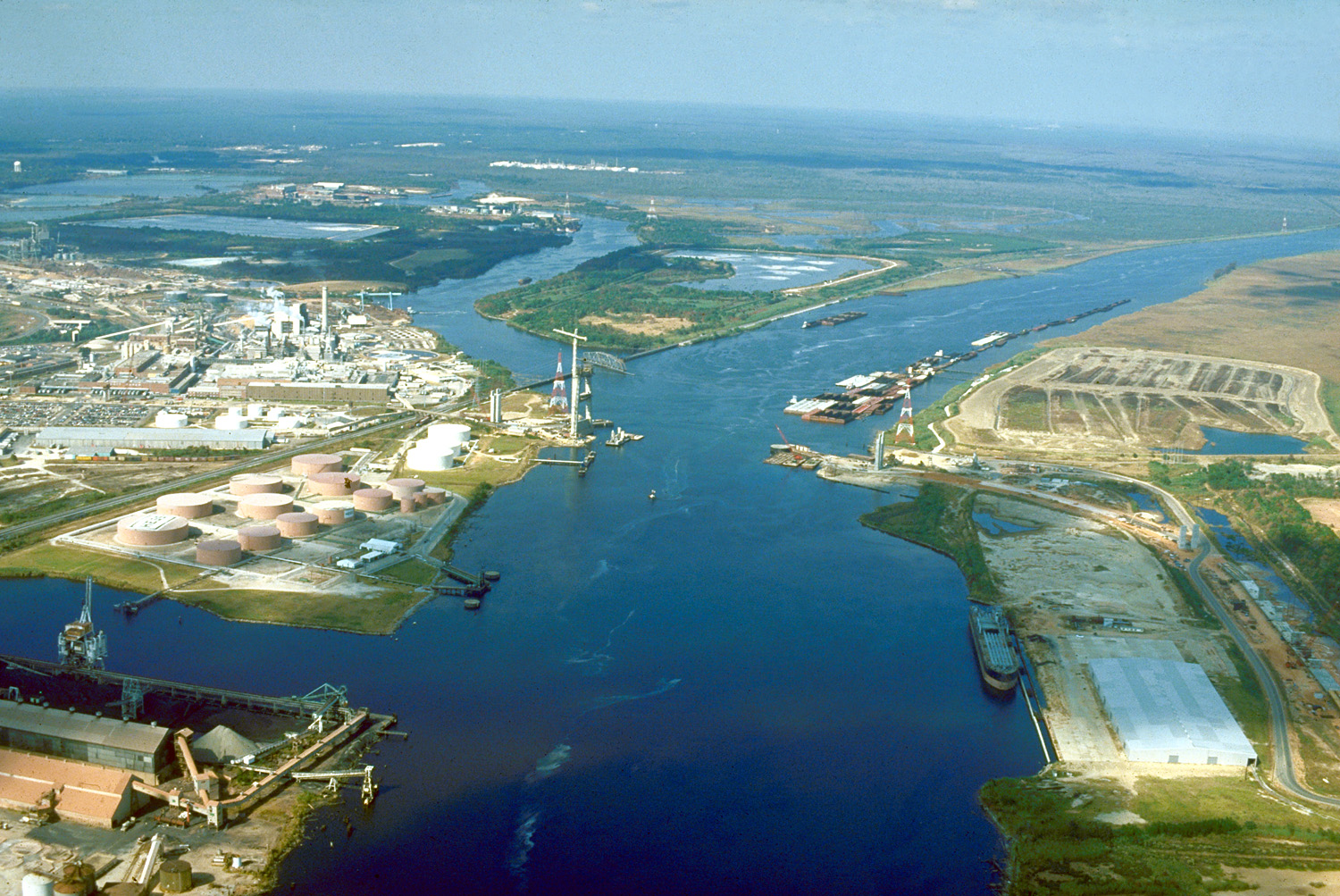
Впадение Чикасо-Крик в Мобил недалеко от устья
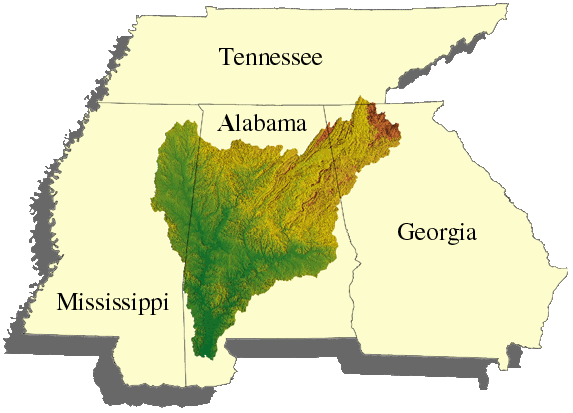
Карта водосбора